# Прислон (Никольское сельское поселение)
Прислон — опустевшая деревня в Вилегодском муниципальном округе Архангельской области.

## География
Находится в юго-восточной части Архангельской области на расстоянии приблизительно 18 км на запад-северо-запад по прямой от административного центра района села Ильинско-Подомское.

## История
В 1859 году здесь (деревня Сольвычегодского уезда Вологодской губернии) было учтено 8 дворов. До 2020 года входила в состав Никольского сельского поселения до его упразднения.

## Население
Численность населения: 117 человек (1859 год), 0 как в 2002 году, так и в 2010.